# Perbromate

Struktur der Perbromsäure

Als Perbromate bezeichnet man die Salze der Perbromsäure mit der Summenformel BrO4−. Das zentrale Bromatom liegt in der Oxidationsstufe +7 vor und ist tetraedrisch von vier Sauerstoffatomen umgeben.

## Geschichte und Herstellung
Trotz zahlreicher Syntheseversuche gelang es erst spät, einen Syntheseweg für makroskopische Mengen Perbromat zu finden. Noch 1963 ergaben Berechnungen, dass Perbromate grundsätzlich nicht stabil sein können und Syntheseversuche daher sinnlos seien. Die erste Synthese nutzte dann den radioaktiven Zerfall von Selenat mit radioaktivem 83Se:
{\displaystyle \mathrm {^{83}SeO_{4}^{2-}\longrightarrow \ ^{83}BrO_{4}^{-}+\beta ^{-}} }
Auch die elektrolytische Oxidation von Bromat zu Perbromat wurde dort beschrieben, allerdings nur mit einer Ausbeute von 2 %. Später gelang dann die Oxidation von Bromat mit elementarem Fluor. Dies war trotz experimenteller Schwierigkeiten beim Arbeiten mit Fluorgas bisher die beste Methode, Perbromate zu synthetisieren. Inzwischen ist es aber gelungen, Perbromat mittels Elektrolyse an dotierten Diamantanoden aus Bromidlösung zu synthetisieren. Das Produkt liegt allerdings neben dem Bromat vor. Die Ausbeuten liegen im unteren Prozentbereich.

## Eigenschaften
Ähnlich dem homologen Perchloration ist das Perbromation ein schwach koordinierendes gut mesomeriestabilisiertes Anion und ein Oxidationsmittel. Im Gegensatz zu Perchloraten zersetzen sich Perbromate jedoch nicht thermisch zu Bromiden, sondern reagieren unter Sauerstoffabgabe zu Bromaten.
{\displaystyle \mathrm {2\ KBrO_{4}\longrightarrow \ 2\ KBrO_{3}\ +O_{2}} }
Kaliumperbromat zersetzt sich bei Erhitzung zu Kaliumbromat und Sauerstoff
Meist werden statt Perbromatsalzen die besser zugänglichen Perchloratsalze verwendet.